# Milt Franklyn

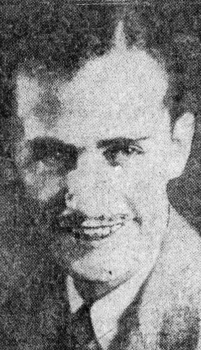
Fotografía en blanco y negro del compositor y director de banda estadounidense Milt Franklyn, 1928.

Milt Franklyn (16 de septiembre de 1897 - 24 de abril de 1962) fue un compositor estadounidense que trabajó en la serie animada Looney Tunes de Warner Bros.

## Biografía
Comenzó a trabajar en Warner Bros. en 1950, interpretando las canciones hechas por Carl Stalling. Franklyn comenzó a componer sus propias canciones en 1954. Luego que Stalling se retiró en 1958, Milt Franklyn se convirtió en el principal compositor de Warner Bros. Cartoons.
Franklyn murió de un ataque cardíaco el 24 de abril de 1962. Antes de morir, Franklyn estaba componiendo la música para el dibujo animado de Piolín, The Jet Cage. El efecto de su muerte causó un gran cambio en la música de los dibujos animados de Warner Bros. Fue reemplazado por William Lava, quien tenía un estilo más moderno, el cual puede ser notado en los cortometrajes animados producidos después de 1962. El nombre de Lava no apareció en los créditos de The Jet Cage.
- Datos: Q3090628